# Pays d'Aix Venelles VB
Pays d'Aix Venelles VB är en volleybollklubb från Venelles, Frankrike. Volleybollverksamheten startade 1974 som en del av Venelles Plein Air Montagne . Sedan 1990 har den skett i en egen klubb, först under namnet  Venelles Volley Ball, men sedan 2005 under det nuvarande namnet. Sedan 2006 har klubben bara haft verksamhet på damsidan. Samma år debuterade laget i Ligue A. Klubben vann Coupe de France 2017 och 2020.